# HD 202720
HD 202720，又名BD+41 4067，SAO 50656、HR 8138，是一颗恒星，视星等为6.43，位于銀經86.14，銀緯-4.76，其B1900.0坐标为赤經21h 12m 41.8s，赤緯+41° -4.76′ 3″。